# Mozambique en los Juegos Olímpicos de la Juventud 2018
Mozambique compitió en los Juegos Olímpicos de la Juventud 2018 en Buenos Aires, Argentina, celebrados entre el 6 y el 18 de octubre de 2018. No obtuvo medallas en los juegos.

## Medallero
| Medalla | Oro | Plata | Bronce | Total |
| ------- | --- | ----- | ------ | ----- |
| Total   | 0   | 0     | 0      | 0     |

## Disciplinas

### Canotaje
Mozambique obtuvo una plaza del comité tripartito.
- C1 femenino - 1 bote